# Barnim IX van Pommeren
Barnim IX (2 december 1501 – Oderburg bij Stettin, 2 november 1573) was een Pommerse hertog uit de Greifendynastie. Van 1523 tot 1532 regeerde hij samen met zijn oudere broer George I als hertog van Pommeren. In 1532 wist hij een deling van Pommeren te bewerkstelligen en werd hij hertog van Pommeren-Stettin. In 1569 trad hij af ten gunste van zijn achterneef Johan Frederik.

## Biografie
Barnim was een zoon van hertog Bogislaw X de Grote en Anna van Polen.

## Huwelijk en kinderen
Barnim IX trouwde op 2 februari 1525 met Anna van Brunswijk-Lüneburg, een dochter van hertog Hendrik de Middelste van Brunswijk-Lüneburg. Het paar kreeg zeven kinderen:
- Maria (2 februari 1527 - 19 februari 1554), gehuwd met graaf Otto IV van Schaumburg
- Dorothea (7 februari 1528 - 4 juni 1558), gehuwd met graaf Johan van Mansfeld-Hinterort
- Anna (5 februari 1531 - 13 oktober 1592), gehuwd met Karel van Anhalt, Hendrik VI van Plauen en Justus van Barby
- Alexandra (1534), jong gestorven
- Elisabeth (1537 - 1554)
- Sibylla (25 april 1541 - 21 september 1564), stierf ongehuwd
- Bogislaw (27 augustus 1542 - voor 15 september 1542), jong gestorven